# شیک بیتس
شیک بیتس (انگلیسی: Chic Bates؛ زادهٔ ۲۸ نوامبر ۱۹۴۹) بازیکن فوتبال اهل بریتانیا است.
از باشگاه‌هایی که در آن بازی کرده‌است می‌توان به باشگاه فوتبال بریستول راورز، باشگاه فوتبال شروزبری تاون و باشگاه فوتبال سوئیندون تاون اشاره کرد.